# Alex Hassell
Alex Hassell, född 17 september 1980 i Essex, är en brittisk skådespelare.
Hassell har bland annat medverkat i TV-serien Rivals. Han har även medverkat i filmerna Violent Night och Locked In.

## Filmografi (i urval)
- 2022 – Violent Night
- 2023 – Locked In
- 2023 – Everything Now (TV-serie)
- 2024 – Rivals (TV-serie)